# Liniaal

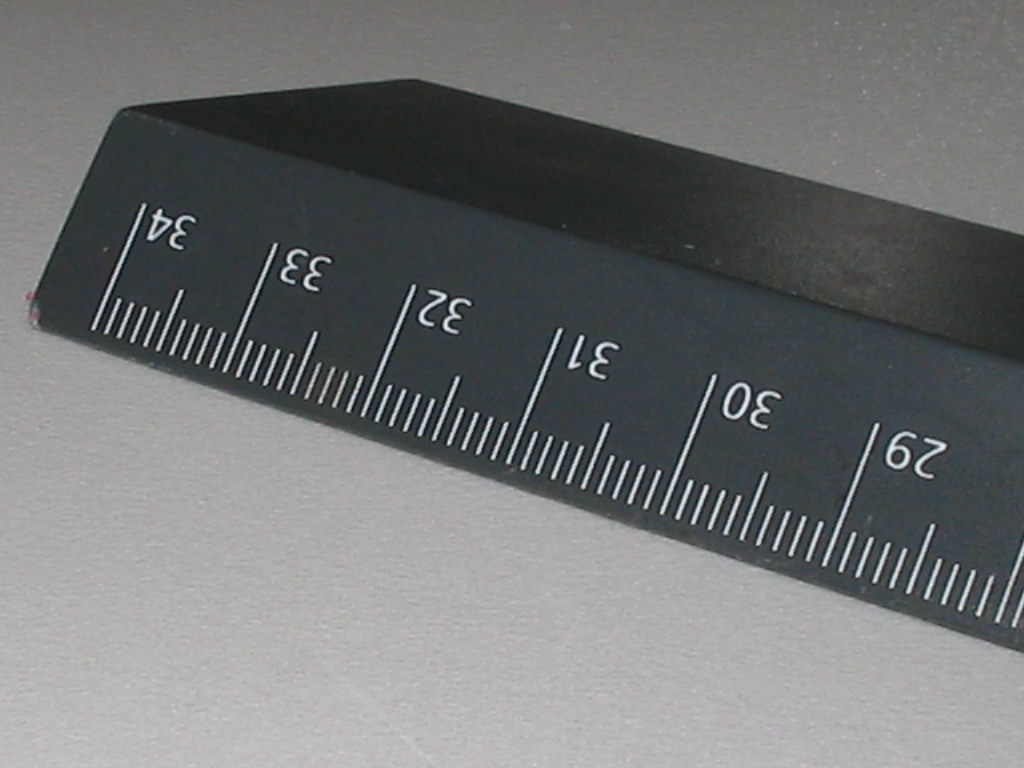
Deel van een liniaal

Een liniaal is een langwerpig instrument waarlangs rechte lijnen kunnen worden getrokken en waarlangs kan worden gesneden. Veel linialen fungeren ook als meetlat: aan een van de lange zijden of aan beide is een maatverdeling aangebracht waarmee ook lengtes kunnen worden opgemeten.
Is op de liniaal geen maatverdeling aangebracht, dan spreekt men in de wiskunde wel van een ongemerkte liniaal, soms ook wel van latje. Linialen worden in verschillende lengten geleverd, een gangbare maat is 30 of 40 cm. De rollende liniaal en de tekenliniaal zijn varianten van linialen.

## Materiaal
Een liniaal kan gemaakt zijn van hout, kunststof of metaal (staal of aluminium). De laatste zijn het meest geschikt om met een mes langs te snijden, waarmee de liniaal een nevenfunctie krijgt als rei. De lengte van een liniaal kan variëren van enkele centimeters tot vele meters. Er bestaan luxe varianten voor op kantoor, bijvoorbeeld met een ingebouwde rekenmachine of met een mechanische kalender. Sommige linialen hebben aan de onderzijde anti-slipvoorzieningen. 
Een parallelliniaal is een speciale vorm van de liniaal. In de zeevaart gebruikt men een samenstel van twee linialen. Voor de tekenkamer zijn er modellen met daarin wieltjes op één as verwerkt waardoor de liniaal parallel aan de vorige positie over de ondergrond kan worden 'verreden'. Dit is een eigenschap die doet denken aan een geodriehoek.

## Symboliek
In de iconografie is de liniaal het attribuut van de apostel Tomas.

## Andere betekenis
- Een linialenkast is in de spoorwegwereld een onderdeel van het mechanische blokstelsel, een verouderd sein- en veiligheidssysteem. De 'linialen' zijn een onderdeel van die kast en zijn zo genoemd vanwege de vorm: lang, dun en recht. Het zijn geen meetinstrumenten maar verbindingsstukken.
- Een rekenliniaal is een instrument waarmee berekeningen kunnen worden uitgevoerd. Een rekenliniaal heeft de vorm van een liniaal, maar wordt meestal niet als liniaal gebruikt.